# Platyrhacus aequatorialis
Platyrhacus aequatorialis är en mångfotingart som först beskrevs av Filippo Silvestri 1897.  Platyrhacus aequatorialis ingår i släktet Platyrhacus och familjen Platyrhacidae. Inga underarter finns listade i Catalogue of Life.